# 太白棱子芹
太白棱子芹（学名：Pleurospermum giraldii）为伞形科棱子芹属的植物，是中国的特有植物。分布在中国大陆的甘肃、陕西、湖北、四川等地，生长于海拔3,000米至3,600米的地区，常生长在山坡草地，目前尚未由人工引种栽培。

## 别名
药茴香（太白山）